# Gebrüder Mayer

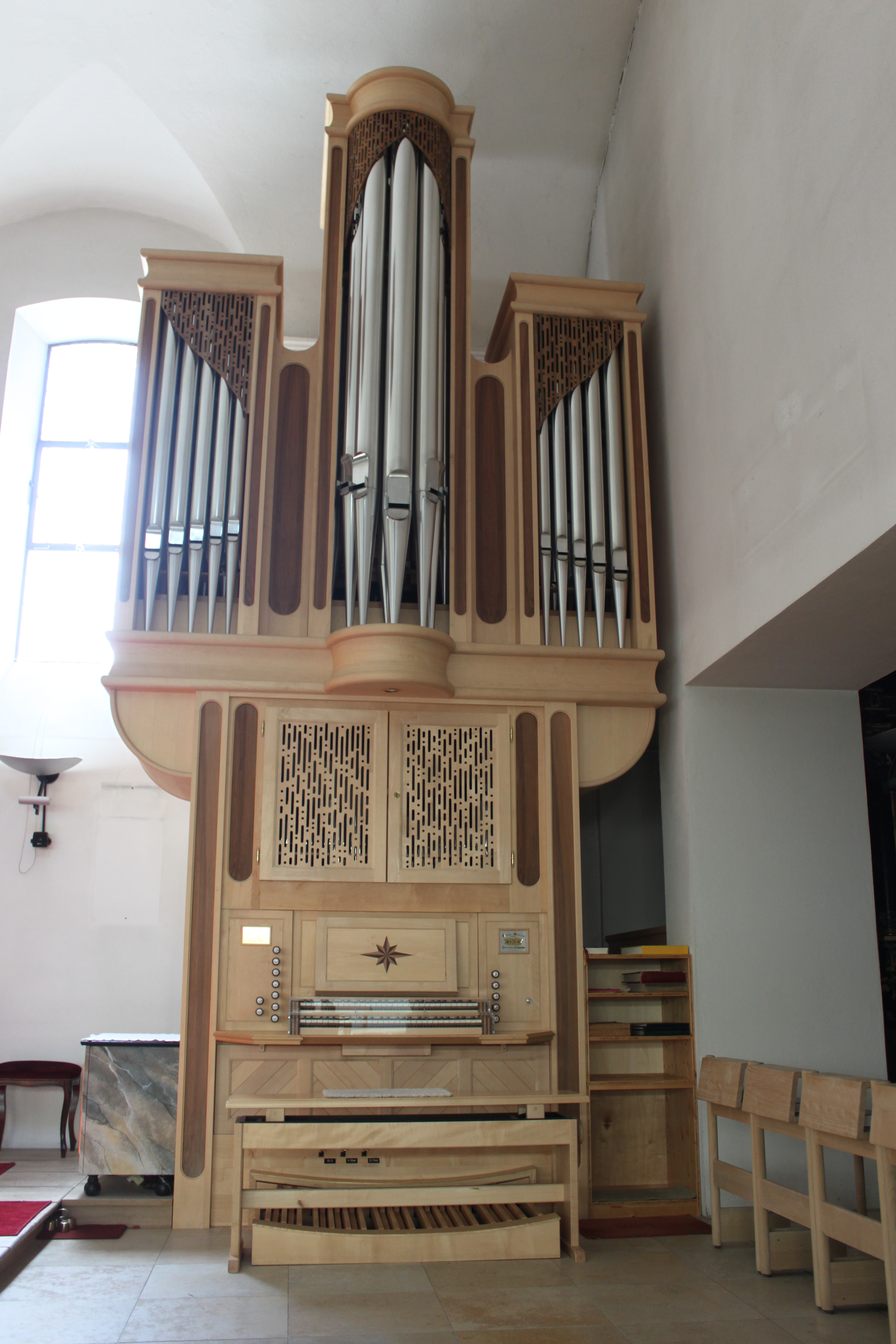
Orgel der Pfarrkirche St. Anton im Montafon

Gebrüder Mayer Orgelbau ist eine Orgelbaufirma in Feldkirch.
Die Orgelbaufirma wurde 1872 von Georg Mayer gegründet und wird heute von dessen Urenkel, dem Orgelbaumeister Gerhard Mayer, geführt.

## Orgelwerke
| Jahr | Ort                | Gebäude                                 | Bild | Manuale | Register | Bemerkungen                                                                    |
| ---- | ------------------ | --------------------------------------- | ---- | ------- | -------- | ------------------------------------------------------------------------------ |
| 1873 | Bregenz/Riedenburg | Sacré Coeur Riedenburg                  |      | II/P    | 20       | → Orgel                                                                        |
| 1876 | Mäder              | Pfarrkirche Mäder                       |      |         |          | nicht erhalten, Neubau Rieger 1985                                             |
| 1878 | Feldkirch          | Dompfarrkirche St. Nikolaus             |      | I/P     | 6        | Chororgel                                                                      |
| 1880 | Stuben am Arlberg  | Pfarrkirche Stuben am Arlberg           |      | I/P     |          |                                                                                |
| 1883 | Gaschurn           | Pfarrkirche                             |      | II/P    | 15       | erhalten                                                                       |
| 1888 | Tarrenz            | Pfarrkirche                             |      | II/P    | 14       |                                                                                |
| 1889 | Bichlbach          | Pfarrkirche Lähn                        |      | I/P     | 8        | [ 3 ]                                                                          |
| 1890 | Buchboden          | Pfarrkirche Buchboden                   |      | I/P     |          |                                                                                |
| 1896 | Tanas              | Herz-Jesu-Kirche                        |      |         |          |                                                                                |
| 1900 | Schruns            | St. Jodok                               |      | II/P    | 25       | im Gehäuse von 1867, 1988 durch ein neues Orgelwerk von Martin Pflüger ersetzt |
| 1902 | Pettneu            | Pfarrkirche Mariä Himmelfahrt           |      |         |          |                                                                                |
| 1906 | Meran              | St. Nikolaus                            |      | III/P   | 50       | op. 124. Nicht erhalten, 1973 durch Neubau von Hradetzky ersetzt               |
| 1910 | Klösterle          | Pfarrkirche Klösterle                   |      |         |          |                                                                                |
| 1911 | Sterzing           | Pfarrkirche St. Maria im Moos           |      | II/P    | 38       | [ 6 ]                                                                          |
| 1912 | Ried im Zillertal  | Pfarrkirche Ried im Zillertal           |      | II/P    | 18       |                                                                                |
| 1912 | Nenzing            | Pfarrkirche Nenzing                     |      | II/P    | 17       | nicht erhalten, seit 1985 Orgel von Rieger Orgelbau                            |
| 1914 | Oberriet           | Pfarrkirche St. Margeritha              |      |         |          | Umbau der Orgel (der Blasebalg wird auf den Dachstuhl versetzt).               |
| 1919 | Fontanella         | Pfarrkirche Fontanella                  |      |         |          |                                                                                |
| 1922 | Eichenberg         | Pfarrkirche Eichenberg                  |      |         |          |                                                                                |
| 1929 | Melchtal           | Pfarr- und Wallfahrtskirche Maria Namen |      | III/P   | 39       | Orgel mit Fernwerk → Orgel                                                     |
| 1931 | Bregenz            | Pfarrkirche Bregenz-Mariahilf           |      | II/P    | 28       | → Orgel                                                                        |
| 1937 | Beckenried         | Ridlikapelle                            |      |         |          | → Orgel                                                                        |
| 1939 | Alberschwende      | Pfarrkirche Alberschwende               |      |         |          |                                                                                |
| 1943 | Bartholomäberg     | Kuratienkirche Innerberg                |      | II/P    |          | [ 7 ] [ 8 ]                                                                    |
| 1973 | Sulz (Vorarlberg)  | Pfarrkirche Sulz                        |      | II/P    | 23       |                                                                                |
| 1980 | Ludesch            | Neuen Pfarrkirche Ludesch               |      | II/P    | 18       | → Orgel                                                                        |
| 1991 | Wien               | Rochuskirche (Wien)                     |      | II/P    | 27       | Gehäuse aus 1799 von Johann Bohack → Orgel                                     |
| 2005 | Ecône              | Pius X.                                 |      | III/P   | 35       | → Orgel                                                                        |

Weitere Arbeiten:
- 1988 Zulieferung der Holzpfeifen für Pflüger-Orgel III / 41 in St. Jodok, Schruns[4]
- 2012 Transfer Walcker-Orgel Piusbruderschaft Wil SG[9]

## Audio
- Jürgen Natter: Orgelwerke von Bach, Brahms, Liszt, Schostakowitsch und Floredo. Orgel mit 41 Registern in Riddes/Wallis, 2006.[10]